# Богуславщина
Богусла́вщина — урочище, поселение в Шевченковском и Подольском районах города Киева. Представляет собой котловину в Кирилловских высотах. Простирается вдоль Богуславского спуска. Прилегает к местностям Плоское, Татарка и Юрковица.
Поселение Богуславщина основано в середине XIX столетия, но вскоре слилось с Подолом. Теперь тут лесопарк и лечебное учреждение. Кроме Богуславского спуска, существовал также Богуславский переулок в местности Плоское (пролегал от улицы Кирилловской до горы Юрковицы).